# 李彩殷
李彩殷（韓語：이채은，2004年08月13日—），韓國女演員。

## 演出作品

### 劇集
| 年份 | 播放平台   | 劇名                 | 角色   | 備註 |
| 2008 | KBS2       | 《三個爸爸一個媽》   | 宋娜英 | 童年 |
| 2014 | SBS        | 《沒關係，是愛情啊》 | 池允秀 | 童年 |
| 2020 | KBS2       | 《Oh！三光公寓！》   | 金正媛 | 青年 |
| 2022 | NETFLIX    | 《殭屍校園》         | 朴熙秀 | 配角 |
| 2025 | U+Mobiletv | 《初戀》             | 金伊娜 | 主演 |

### 電影
| 年份   | 片名                           | 角色       | 性質 | 備註  |
| 2011   | 《朝鮮名探長：烈女門秘辛》     | 小奴婢     |      |       |
| 2013   | 《救我吧！》                   | 敏珠       | 配角 |       |
| 2014   | 《熱戀年代》                   | 鄭英淑     | 少年 |       |
| 2015   | 《朝鮮名偵探：消失的奴隸之女》 | 多海       | 配角 | [ 5 ] |
| 2016   | 《末代公主》                   | 宗正惠     | 配角 |       |
| 2017   | 《仿聲靈》                     | 孝靜       | 配角 |       |
| 2017   | 《鋼鐵雨》                     | 郭世琳     | 配角 |       |
| 2018   | 《鬼村：殺人魔之女》           | 順兒       | 主演 | [ 6 ] |
| 2019   | 《拐杖少女》                   | 閔瑞       | 主演 |       |
| 2022   | 《獵首密令》                   | 楊寶成女兒 | 配角 |       |
| 待公布 | 《蟻裂》                       | 高世珍     | 配角 | [ 7 ] |

## 外部連結
- 官方网站
- 李彩殷的Instagram帳戶
- 李彩殷在NAVER上的资料
- 李彩殷在Daum上的资料
- 李彩殷在韩国电影数据库（KMDb）上的資料（韓語）
- 李彩殷在互联网电影资料库（IMDb）上的資料（英文）
- 李彩殷在HanCinema的頁面（英文）